# Günseli Başar
Günseli Başar (22 de enero de 1932 – 20 de abril de 2013) fue una reina de belleza y columnista turca que fue coronada Miss Turquía 1951 y Miss Europa 1952.

## Biografía
Başar nació el 22 de febrero de 1932 en Estambul, donde su padre estaba destinado, pero su nacimiento fue registrado un poco más tarde en Erzurum debido al traslado de su padre. Su tío abuelo fue el Gran Visir Halil Rifat Pasha, fundador del asilo (en turco: Darülaceze) en Estambul y comisionado de la Torre del Reloj de Esmirna. Es de ascendencia rumelia turca, circasiana y georgiana.
Günseli Başar completó su educación secundaria en el Erenköy Girls High School en Estambul. Mientras estudiaba escultura en la Fine Arts Academy en Estambul, Günseli participó en un concurso de belleza organizado por el periódico Cumhuriyet, y ganó el título de Miss Turquía 1951 el 13 de octubre de 1951. Al año siguiente, representó a su país en el concurso de belleza de Miss Europa en Nápoles, Italia, y el 20 de agosto de 1952 se convirtió en la primera turca en ganar el título de Miss Europa.
Abandonó su educación en arte, y a los 23 años de edad, se casó con Mehmet Kutsi Beğdeş, un empresario. Günseli se casó por segunda vez en 1959 con el alcalde de Esmirna, Faruk Tunca. Sus dos matrimonios fueron de corta duración. Tiene una hija, Aslı, de su segundo matrimonio, y dos nietas.
En 1977, aceptó una oferta de Erol Simavi, el propietario del periódico Hürriyet, para escribir una columna bajo el título "Günseli Oradaydı" (literalmente: "Günseli Estuvo Aquí") para poder pagar la educación de su hija en el extranjero. Después de estar un año viajando a través del país para escribir su columna, sufrió un accidente de tráfico que la dejó gravemente herida. Se sometió a repetidas operaciones quirúrgicas en la cabeza y el brazo. Después de recuperarse, no retomó su carrera como escritora.
Günseli Başar vivió en Bodrum, Turquía, hasta su muerte el 20 de abril de 2013, a los 82 años de edad.